# Яковлєв Дмитро Миколайович
Дмитро Миколайович Яковлєв (1906, село Мельци Тверської губернії, тепер Тверської області, Російська Федерація — серпень 1986, місто Москва, тепер Російська Федерація) — радянський державний діяч, 2-й секретар ЦК КП Азербайджану. Депутат Верховної ради Азербайджанської РСР. Депутат Верховної ради СРСР 5-го скликання.

## Життєпис
З 1924 по 1929 рік — студент індустріального технікуму в місті Твері.
У 1929—1932 роках — технік, заступник начальника ливарного цеху Центрального військового залізничного парку № 1 міста Торжок Московської області.
Член ВКП(б) з 1931 року.
У 1932—1933 роках — начальник енергобюро заводу «Червоний хімік» міста Слов'янська Донецької області.
У 1933—1935 роках — начальник виробничо-планового відділу військового залізничного парку № 2 міста Харкова.
У 1935 році — інженер-плановик крекінго-електровозобудівного заводу міста Подольська Московської області.
У 1935—1939 роках — начальник виробничого бюро цеху, заступник начальника відділу технічного контролю ливарно-механічного заводу імені Кагановича міста Любліно Московської області.
У 1939—1940 роках — секретар Люблінського міського комітету ВКП(б) із кадрів. У 1940—1941 роках — 2-й секретар Люблінського міського комітету ВКП(б). У 1941—1943 роках — 1-й секретар Люблінського міського комітету ВКП(б) Московської області.
У 1943—1945 роках — слухач Вищої школи партійних організаторів при ЦК ВКП(б).
У 1945—1955 роках — в апараті ЦК ВКП(б) (КПРС). З липня 1945 по вересень 1946 року — відповідальний організатор організаційно-інструкторського відділу ЦК ВКП(б). У вересні 1946 — серпні 1948 року — інструктор Управління із перевірки партійних органів ЦК ВКП(б). У серпні 1948 — вересні 1949 року — інструктор відділу партійних, профспілкових і комсомольських органів ЦК ВКП(б). У вересні 1949 — березні 1951 року — інспектор ЦК ВКП(б). У березні 1951 — листопаді 1955 року — завідувач сектора відділу партійних, профспілкових і комсомольських органів ЦК КПРС.
23 листопада 1955 — 11 серпня 1959 року — 2-й секретар ЦК КП Азербайджану. Звільнений з посади «через хворобу».
З 1959 року — на пенсії в Москві. Був секретарем партійного комітету дирекції № 9 Управління із експлуатації висотних будинків Московського міськвиконкому.
Помер у серпні 1986 року в Москві.

## Нагороди
- орден «Знак Пошани» (1.08.1942)
- медаль «За доблесну працю у Великій Вітчизняній війні 1941—1945 рр.» (1945)
- медалі